# Benigna María de Reuss-Ebersdorf
Benigna María de Reuss-Ebersdorf (en alemán, Benigna Marie Reuß zu Ebersdorf;Ebersdorf, 15 de diciembre de 1695-Pottiga, 31 de julio de 1751) fue una escritora de himnos alemana y condesa titular de Reuss. Fue miembro de la línea de Reuss-Ebersdorf, que provenía de la línea de Reuss-Lobenstein.

## Biografía
Benigna María era una hija del conde Enrique X de Reuss-Ebersdorf (1662-1711) y la condesa Erdmuthe Benigna de Solms-Laubach. Creció en Ebersdorf y fue educada en una la estricta fe pietista. A la muerte de sus padres, se trasladó a Pottiga.
Aquí escribió varios himnos en el espíritu de Zinzendorf, quien era esposo de su hermana menor, Erdmuthe Dorotea. Sin embargo, rechazó a la Iglesia morava de Zinzendorf y el cisma en la Iglesia evangélica que este causó. 
Era una estrecha amiga de Johann Jakob Moser, y murió soltera en Pottiga, a la edad de 55 años.